# Andrew Robinson (attore)
Andrew Jordt Robinson, anche conosciuto come Andy Robinson e, come scrittore, Andrew J. Robinson (New York, 14 febbraio 1942), è un attore statunitense.
È noto per aver interpretato il serial killer Scorpio nel film Ispettore Callaghan: il caso Scorpio è tuo!, Larry Cotton nel film horror Hellraiser di Clive Barker e il Cardassiano Elim Garak nella serie televisiva Star Trek: Deep Space Nine del franchise di fantascienza Star Trek.

## Biografia
Il padre morì quando Robinson aveva appena tre anni, durante la seconda guerra mondiale. Il bambino si trasferì con la madre nel Connecticut e successivamente nel Rhode Island, dove frequentò la St. Andrew's School. Dopo le scuole superiori frequentò dapprima la Università del New Hampshire e poi la New School for Social Research a New York, dove si laureò in inglese; inizialmente Robinson era intenzionato a diventare un giornalista, ma presto cambiò idea e decise di frequentare la London Academy of Music and Dramatic Art a Londra, dove studiò recitazione.
Ad inizio carriera Robinson prese parte a molti spettacoli teatrali in giro per il mondo con tappe come New York, il nord America e anche in Europa. Nel 1969, all'età di 26 anni, esordì sul set televisivo del telefilm N.Y.P.D., mentre due anni dopo fece il suo esordio come attore cinematografico nel film Ispettore Callaghan: il caso Scorpio è tuo! (1971), accanto a Clint Eastwood, dove interpretò il serial killer Scorpio, probabilmente il suo ruolo più famoso.
Negli anni seguenti l'attore lavorò in molti altri film, quasi sempre in ruoli di supporto, come Chi ucciderà Charley Varrick? (1973), con Walter Matthau, il poliziesco Detective Harper: acqua alla gola (1975) con Paul Newman. Sempre nel 1975 esordì come protagonista assoluto nel film drammatico Quel corpo di donna. Nel 1978 Robinson lasciò la recitazione professionale per cinque anni e si concentrò sulla sua famiglia nella piccola comunità di montagna di Idyllwild, situata a circa 150 km da Los Angeles. Durante quel periodo ha insegnato teatro di comunità per studenti delle scuole medie e superiori e ha anche lavorato come carpentiere per ottenere uno stipendio regolare. È tornato a recitare professionalmente a metà degli anni '80..
Negli anni '80 lavorò in film come Dietro la maschera (1985) accanto a Cher, il poliziesco Cobra (1986) con Sylvester Stallone, fu uno dei protagonisti dell film horror Hellraiser (1987), dove interpretò Larry, il padre della protagonista Kirsty, e apparve in un ruolo di supporto nel film d'azione Sulle tracce dell'assassino (1988) con Tom Berenger e Sidney Poitier.
Negli anni novanta lavorò poi in film come La bambola assassina 3 (1991), Il potere della mente, Il terrore dalla sesta luna, Una donna in fuga (1998) con Theresa Russell. Prese inoltre parte a numerose serie televisive come N.Y.P.D., Bonanza, Kung Fu, Le strade di San Francisco, I Ryan.
A partire dal 1993 entra a far parte del cast di Star Trek: Deep Space Nine, terza serie televisiva live-action del franchise di fantascienza Star Trek, interpretando il personaggio ricorrente del Cardassiano Elim Garak, sarto e spia cardassiana della stazione spaziale Deep Space Nine, in 37 episodi della serie. Il personaggio ritornerà in 4 episodi della miniserie televisiva e Alone Together: A DS9 Companion, del 2020. Robinson presta inoltre la voce al personaggio nei videogiochi Star Trek: Deep Space Nine - The Fallen (2000) e Star Trek Online (2010). Negli anni 2000 scrive inoltre alcuni romanzi per la Pocket Books, ambientati nell'universo di Star Trek, con protagonista il proprio personaggio di Elim Garak, firmandosi Andrew J. Robinson.

## Vita privata
Robinson, che parla fluentemente il francese e il giapponese, è sposato dal 1970 con Irene, dalla quale ha avuto una figlia, Rachele, anche lei attrice, e vive tra Parigi e Los Angeles, dove insegna recitazione alla University of Southern California.

## Filmografia parziale

### Cinema
- Ispettore Callaghan: il caso Scorpio è tuo! (Dirty Harry), regia di Don Siegel (1971)
- Chi ucciderà Charley Varrick? (Charley Varrick), regia di Don Siegel (1973)
- Detective Harper: acqua alla gola (The Drowning Pool), regia di Stuart Rosenberg (1975)
- Quel corpo di donna (A Woman for All Men), regia di Arthur Marks (1975)
- Mackintosh and T.J., regia di Marvin J. Chomsky (1975)
- Dietro la maschera (Mask), regia di Peter Bogdanovich (1985)
- Cobra, regia di George Pan Cosmatos (1986)
- Verne Miller: Chicago anni '30 (The Verne Miller Story), regia di Rod Hewitt (1987)
- Hellraiser, regia di Clive Barker (1987)
- Sulle tracce dell'assassino (Shoot to Kill), regia di Roger Spottiswoode (1988)
- Seduzione omicida (Fatal Charm), regia di Fritz Kiersch (1990)
- La bambola assassina 3 (Child's Play 3), regia di Jack Bender (1991)
- Bersaglio in fuga (Prime Target), regia di David Heavener, Phillip J. Roth (1991)
- Trancers 3 - Il potere della mente (Trancers III), regia di C. Courtney Joyner (1992)
- I ribelli (There Goes My Baby), regia di Floyd Mutrux (1994)
- Il terrore dalla sesta luna (The Puppet Masters), regia di Stuart Orme (1994)
- Pumpkinhead II: Blood Wings, regia di Jeff Burr (1994)
- Una donna in fuga (Running Woman), regia di Rachel Samuels (1998)
- A Question of Loyalty, regia di Randall D. Wilkins (2005)

### Televisione
- N.Y.P.D. - serie TV, episodio 2x15 (1969)
- Bonanza - serie TV, episodi 14x01-14x02 (1972)
- A tutte le auto della polizia (The Rookies) - serie TV, episodi 1x10, 3x08 (1972-1974)
- Kung Fu - serie TV, episodio 2x18 (1974)
- Qualcuno che ho toccato (Someone I Touched), regia di Lou Antonio  - film TV (1975)
- Le strade di San Francisco (The Streets of San Francisco) - serie TV, episodi 4x13, 5x13 (1975-1977)
- I Ryan (Ryan's Hope) - serie TV, 169 episodi (1976-1978)
- L'incredibile Hulk (The Incredible Hulk) – serie TV, episodio 1x10 (1978)
- Kojak - serie TV, episodio 5x20 Episodi di Kojak (quinta stagione) (Photo Must Credit Joe Paxton - L'ultimo Flash (4/3/1978)
- Hazzard (The Dukes of Hazzard) - serie TV, episodi 3x03, 5x12 (1980-1982)
- A-Team (The A-Team) - serie TV, episodi 1x12, 2x12 (1983)
- Ai confini della realtà (The Twilight Zone) – serie TV, episodio 2x17 (1987)
- Walker Texas Ranger  - serie TV, episodio 1x03 (1993)
- La signora in giallo (Murder, She Wrote) - serie TV, episodio 10x07 (1994)
- Star Trek: Deep Space Nine - serie TV, 37 episodi (1993-1999) - Garak
- X-Files (The X-Files) - serie TV, episodio 6x16 (1999)
- Jarod il camaleonte (Jarod il camaleonte) - serie TV, episodio 3x08 (1999)
- Alone Together: A DS9 Companion - miniserie TV, 4 episodi (2020)

## Teatro
- Any Given Day (1993)

## Libri
- (EN) A Stitch in Time, collana Star Trek: Deep Space Nine, n. 27, New York, Pocket Books, 2000, ISBN 0671038850.
- (EN) The Calling, in Prophecy and Change, collana Star Trek: Deep Space Nine, New York, Pocket Books, 2003, ISBN 978-0-7434-7073-5.
- (EN) Clinical Electrophysiology, con Lynn Snyder-Mackler, Filadelfia, Lippincott Williams & Wilkins, 2007, ISBN 0781744849.
- (EN) Lexa and the Gordian Maze of Terra, Amira Press, 2007, ISBN 1934475092.
- (EN) Lexa and the Smugglers of Cyclo, Amira Press, 2010.
- (EN) Stepping into the Light. Sources of an Actor's Craft, Los Angeles, Figueroa Press, 2015, ISBN 0182195554.
- (EN) Lucas Knight and the Reaper of Chaos, Scotts Valley, CreateSpace Independent Publishing Platform, 2017, ISBN 1542813573.

## Doppiatori italiani
Nelle versioni in italiano delle opere in cui ha recitato, Andrew Robinson è stato doppiato da:
- Cesare Barbetti in Ispettore Callaghan: il caso Scorpio è tuo!
- Adalberto Maria Merli in Chi ucciderà Charley Varrick?
- Massimo Rinaldi in Dietro la maschera
- Roberto Chevalier in Cobra
- Gino La Monica in Hellraiser
- Sandro Iovino in Rock Hudson
- Roberto Rizzi in La bambola assassina 3
- Saverio Moriones in Law & Order - I due volti della giustizia
- Ennio Libralesso in La signora in giallo
- Paolo Buglioni in Star Trek: Deep Space Nine (st. 1)
- Luigi Montini in Star Trek: Deep Space Nine (st. 2)
- Giancarlo Padoan in Star Trek: Deep Space Nine (st. 3)
- Franco Mannella in Star Trek: Deep Space Nine (st. 4-7)
- Ennio Coltorti in X-Files